# Asplenium minutum
Asplenium minutum là một loài dương xỉ trong họ Aspleniaceae. Loài này được Willd. ex Klotzsch mô tả khoa học đầu tiên năm 1847.
Danh pháp khoa học của loài này chưa được làm sáng tỏ. 